# Escritório de Patentes da Noruega

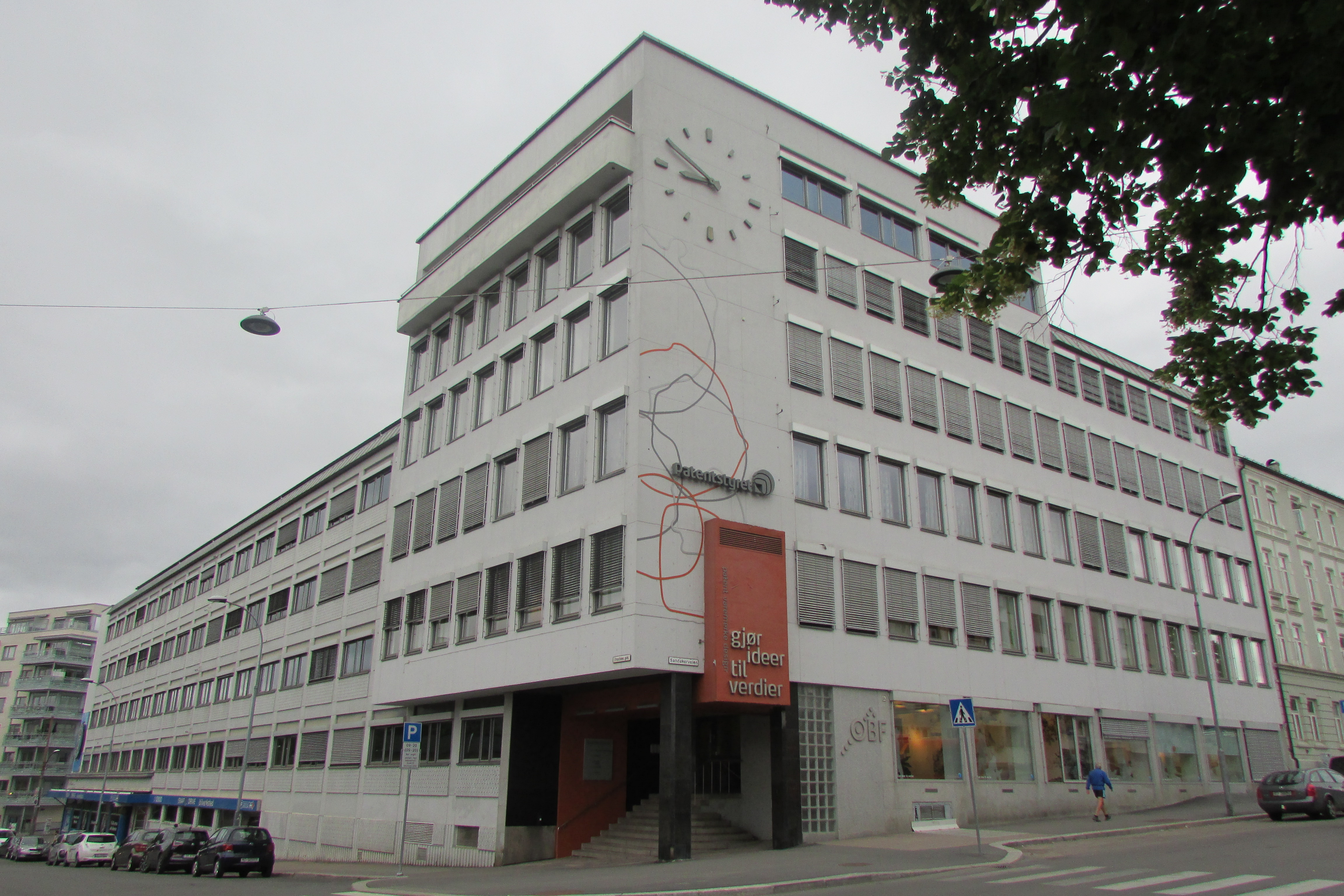
Escritório de patentes da Noruega

O Instituto Norueguês de Propriedade Industrial (Norueguês: Patentstyret ou Patentstyrets første avdeling), também conhecido como Escritório de Patentes da Noruega (Patentstyret), é um órgão governamental responsável pelo registro de patentes, marcas registradas e design na Noruega. O órgão é subordinado ao Ministério do Comércio e Indústria e está localizado em Oslo.